# 2026年ミラノ・コルティナダンペッツォオリンピックのノルディック複合競技
2026年ミラノ・コルティナダンペッツォオリンピックのノルディック複合競技は国際スキー連盟（FIS）管轄で2月11日から19日まで実施される。今大会は団体種目がスプリント（7.5kmx2）に変更される

## 競技日程
時間は現地時間（UTC+1）
| Date        | Time  | Event              |
| ----------- | ----- | ------------------ |
| 11 February | 10:00 | 男子個人NH（飛躍） |
| 11 February | 13:45 | 男子個人NH（距離） |
| 17 February | 16:00 | 男子個人LH（飛躍） |
| 17 February | 13:45 | 男子個人LH（距離） |
| 19 February | 10:00 | 男子団体（飛躍）   |
| 19 February | 14:00 | 男子団体（距離）   |